# Resolució 2447 del Consell de Seguretat de les Nacions Unides
La Resolució 2447 del Consell de Seguretat de les Nacions Unides, fou adoptada per unanimitat el 13 de desembre de 2018. El Consell demana al Secretari General millorar la coherència, el rendiment i l'eficàcia dels mitjans en mans dels programes de manteniment de la pau de l'ONU, subratllant la importància d'ajudar les institucions legals i integrar la compatibilitat de la justícia, la policia i els sectors correccionals per tal d'assolir una pau sostenible als països amb mandat de missions de pau.